# Coregonus austriacus
Coregonus austriacus es una especie de pez de la familia Salmonidae en el orden de los Salmoniformes.